# WBBR (rozgłośnia Towarzystwa Strażnica)
Radio WBBR – pierwsza rozgłośnia radiowa należąca do Towarzystwa Strażnica. Znajdowała się w Rossville na Staten Island w stanie Nowy Jork w Stanach Zjednoczonych. Od 1924 roku przez 33 lata stacja nadawała audycje o tematyce religijnej. Emitowano wykłady biblijne, muzykę, słuchowiska biblijne oraz relacje z procesów sądowych, w których uczestniczyli Świadkowie Jehowy. Formalnie rozgłośnia należała do People’s Pulpit Association (Stowarzyszenie Kazalnica Ludowa) – obecnie znane jako Watchtower Bible and Tract Society of New York, Inc. („Zarejestrowane Nowojorskie Towarzystwo Biblijne i Traktatowe – Strażnica”). Była to pierwsza niekomercyjna rozgłośnia w Nowym Jorku
.

## Uruchomienie radiostacji
Towarzystwo Strażnica zaczęło wykorzystywać radio w działalności kaznodziejskiej od 16 kwietnia 1922 roku, gdy Joseph F. Rutherford wygłosił z Metropolitan Opera House w Filadelfii wykład zatytułowany „Miliony ludzi z obecnie żyjących nigdy nie umrą”. Transmisji tej według szacunków wysłuchało około 50 tysięcy osób. Rok później przez radio po raz pierwszy transmitowano program kongresu. Uznano wówczas, że zamiast korzystać z usług stacji komercyjnych, korzystniej będzie założyć własną rozgłośnię radiową.
Budowa rozgłośni radiowej trwała ponad rok. Rozpoczęto ją zimą 1922 roku, a zakończono latem 1923 roku. W budowie w weekendy pomagali wolontariusze z Biura Głównego Towarzystwa Strażnica. Radiostację zainstalował i uruchomił Ralph H. Leffler, który był nauczycielem radiotechniki w szkole średniej w Alliance w stanie Ohio. Operatorem rozgłośni został Robert Hatzfeld (1903–2001), który posiadał licencję radiooperatora. Ponadto zbudowano własną elektrownię, aby się zabezpieczyć przed koniecznością zawieszenia audycji, gdyby na skutek wyładowań atmosferycznych nastąpiła przerwa w dopływie prądu z sieci energetycznej.
Główna antena miała 91 metrów długości i była umieszczona między dwoma drewnianymi masztami wysokimi na 61 metrów.
Zakupiono również teren wokół radiostacji, aby w przyszłości żadne wysokie budynki nie zakłócały emisji programu. Teren ten przeznaczono później również pod uprawę warzyw, które wykorzystywano na użytek zespołu radiostacji WBBR oraz rodziny Betel. Nadwyżki, których nie spożyto w czasie sezonu, konserwowano na zimę.
Początkowo rozgłośnię stanowił zakupiony mały nadajnik radiowy o mocy 500 watów. Radio nadawało od 24 lutego 1924 roku  – pierwszy program wyemitowano o godz. 20:30, trwał on dwie godziny. Na pierwszą audycję złożył się wykład J.F. Rutherforda „Radio i proroctwa Boże” przerywany kilkoma fortepianowymi utworami muzyki klasycznej, muzycznymi interpretacjami przypowieści biblijnych i pieśniami. W pierwszym przemówieniu zaznaczono, że rozgłośnia będzie poświęcona „sprawom mesjańskiego Królestwa”. Rozgłośnia nadawała program codziennie od 20:30 do 22:30, a w niedzielę od 15:00 do 17:00.

## Cel i program
Celem emisji programów i wykładów biblijnych było dotarcie do domostw w okolicach Nowego Jorku. Stacja nadawała program zarówno 'na żywo' (m.in. wykłady kongresowe w Stanach Zjednoczonych, Anglii i Kanadzie), jak też nagrania wcześniej przygotowanych audycji. Aby słuchacze mogli się dowiedzieć o nadawanych audycjach, rozpowszechniano wcześniej ich drukowane zapowiedzi. Radiostacja posiadała własną orkiestrę muzyczną, którą od 1925 roku kierował Charles Rohner. W audycjach wykorzystywano też maszynę generującą efekty specjalne, np. imitującą szum wiatru lub odgłosy burzy.
Emitowano wykłady biblijne, muzykę, słuchowiska biblijne oraz relacje z procesów sądowych, w których grupa aktorów z Biura Głównego Świadków Jehowy utworzyła tzw. „Teatr Króla”. Teatr ten na podstawie stenogramów z realizmem odtwarzał sceny rozgrywające się w sali sądowej, żeby dokładnie poinformować opinię publiczną o poczynaniach władz. Po pewnym czasie ze względu na rozgłos nadany przebiegom procesów sądowych niektórzy urzędnicy zaczęli staranniej rozpatrywać sprawy dotyczące Świadków Jehowy i ich działalności religijnej. Nadawano też audycje „Obserwujemy świat” z wiadomościami międzynarodowych agencji informacyjnych, „Młody kaznodzieja przemawia” oraz „Pora na domowe studium Biblii”. Dramaty biblijne pisał i reżyserował Maxwell G. Friend (1891–1983), który przeszedł szkolenie aktorskie w szwajcarskim Teatrze Miejskim w Zurychu. On również był reżyserem scen odtwarzających przebieg rozpraw sądowych prowadzonych przeciw Świadkom Jehowy.
WBBR nadawała swoje programy w kilku językach, w tym w jidysz i arabskim. Rozgłośnia zajmowała się „demaskowaniem fałszywych doktryn” innych wspólnot religijnych, głównie Kościoła katolickiego.

## Nadawanie
Rozgłośnia posiadała własny generator prądu, napędzany silnikiem Diesla. Rozpoczęła ona pracę z nadajnikiem 500-watowym, który trzy lata później zastąpiono 1000-watowym. W 1947 roku uzyskano zgodę Federalnej Komisji do Spraw Telekomunikacji na zwiększenie mocy radiostacji do 5000 watów, co przeprowadzono w roku 1948. Warunkiem zwiększenia mocy nadawania było zapewnienie warunków technicznych, dzięki którym audycje WBBR nie zakłócały pracy innych rozgłośni wykorzystujących tę samą częstotliwość, nadających w innych częściach Stanów Zjednoczonych. By rozwiązać ten problem, zainstalowano układ anten kierunkowych zamontowanych na trzech masztach, dzięki czemu moc nadajnika można było później zwiększyć z 5000 do 25 000 watów w najgęściej zaludnionym kierunku północno-zachodnim.
WBBR rozpoczął nadawanie na częstotliwości 1230 AM w 1924 roku, następnie przeniósł się na 1100 AM. W 1925 roku przeniósł się na 720 AM. W 1927 roku WBBR przeniósł się na 1170 AM, a w roku 1928 na 1300 – w obu przypadkach dzielił swój czas antenowy z innymi stacjami. W 1931 roku główne studio zostało przeniesione z Rossville do siedziby Towarzystwa Strażnica przy 124 Columbia Heights w nowojorskim Brooklynie. W marcu 1941 roku nadawano na falach 1330 AM.

### Tworzenie sieci radiowych
Radio WBBR było jedną z wielu stacji radiowych wykorzystywanych przez Towarzystwo Strażnica do transmisji audycji o tematyce biblijnej. W latach 20. i 30. XX wieku wykorzystywano w tym celu kilka innych stacji. Często też za pomocą łączy telefonicznych tworzono rozległe sieci stacji, nadających jednocześnie ten sam program. W dniach 24 do 30 lipca 1931 roku za pośrednictwem 450 stacji radiowych w Ameryce Północnej, Australii i Europie, transmitowano część programu międzynarodowego zgromadzenia w Columbus, na którym 26 lipca przyjęto nazwę „Świadkowie Jehowy”. W 1933 roku program Towarzystwa Strażnica nadawany z radia WBBR retransmitowała rekordowa liczba 408 stacji na 6 kontynentach, nadały one 23 783 odczyty biblijne.
W 1936 roku zaplanowano nadanie audycji radiowej dla rekordowej liczby słuchaczy. Wykład Josepha F. Rutherforda wygłoszony w Los Angeles pod tytułem „Rozdział narodów” był transmitowany za pomocą radiotelefonów w Stanach Zjednoczonych, Wielkiej Brytanii oraz innych państwach europejskich. Był on słyszany również w Albanii, która w tym czasie jako jedyny kraj europejski nie posiadała jeszcze łączności telefonicznej.

## Sprzedaż
15 kwietnia 1957 roku rozgłośnia została sprzedana stacji H. Scott's Killgore (H. Scott's Killgore Tele-Broadcasters of New York, Inc.) za 133 000 dolarów. Nazwa stacji 1 maja 1957 roku została zmieniona na WPOW. W 1979 roku radiostacja została sprzedana ponownie i otrzymała nazwę WNYM. Sprzedaż rozgłośni nastąpiła, ponieważ Towarzystwo Strażnica uznało, że nadawanie audycji radiowych wypełniło już swój cel, toteż trzeba się skupić na osobistych rozmowach z ludźmi. Przemówienie pożegnalne wygłosił N. H. Knorr. Powiedział on radiosłuchaczom, że dobra nowina w dalszym ciągu będzie głoszona, lecz w jeszcze bardziej skuteczny sposób. Nazajutrz po zakończeniu programu o godzinie 8 rano rozgłośnia WBBR zaprzestała nadawania audycji. Fundusze uzyskane ze sprzedaży postanowiono przeznaczyć na rozwój działalności misjonarskiej w innych krajach – po powstaniu Biblijnej Szkoły Strażnicy – Gilead. W 1924 roku gdy rozgłośnia zaczynała nadawanie na terenie Nowego Jorku działał jeden zbór liczący około 200 członków, natomiast w roku 1957 w tym mieście działo już 7256 głosicieli należących do 62 zborów.